# Isachne bicolor
Isachne bicolor är en gräsart som beskrevs av Vasudeo Narayan Naik och Patunkar. Isachne bicolor ingår i släktet Isachne och familjen gräs. IUCN kategoriserar arten globalt som sårbar. Inga underarter finns listade i Catalogue of Life.